# مایکل هلیدی
مایکل الگزاندر کِرکْوود هلیدی (به انگلیسی: Michael Alexander Kirkwood Halliday) معروف به ام. اِی. کِی. هلیدی (M. A. K. Halliday) و مایکل هلیدی (زادهٔ ۱۳ آوریل ۱۹۲۵ - درگذشتهٔ ۱۵ آوریل ۲۰۱۸) زبان‌شناس بریتانیایی مقیم استرالیا و توسعه‌دهندهٔ دستور زبان نقش‌گرای نظام‌بنیاد بود.
هلیدی دانش‌آموختهٔ دانشگاه لندن بود. همسر او، رقیه حسن نیز استاد زبان‌شناسی بود.